# Néville-sur-Mer
Pour les articles homonymes, voir Néville.
Néville-sur-Mer (Néville jusqu'en 1956) est une ancienne commune française du département de la Manche et de la région Normandie.
Devenue commune déléguée au sein de Vicq-sur-Mer le 1er janvier 2016, le statut de commune déléguée est supprimée en mars 2020 par décision du conseil municipal.

## Géographie

### Localisation
Les communes limitrophes sont Gouberville, Réthoville et Tocqueville.

### Milieux naturels et biodiversité
Pointe de Néville inscrite à l'Inventaire national du patrimoine naturel (INPN) et qui fait partie du réseau Natura 2000.

## Toponymie
Le nom de la localité est attesté sous la forme Neevilla, Nigevilla au XIIe siècle, ou encore Naevilla, Nigellivilla toujours au XIIe.
Il est issu d'un nom d'origine gaélique Niall adopté sous une forme très proche Njáll dans la société des Vikings norvégiens, et particulièrement en Islande où une saga, la Niáls Saga est consacrée à un personnage portant ce nom. On retrouve cet anthroponyme en Nord-Cotentin dans plusieurs Néhou attesté par au moins dans sept noms de lieux, résultant généralement de transferts du toponyme initial ou de la fixation d’un nom de famille issu du nom de lieu d’origine : Néhou, Saint-Jacques-de-Néhou, Le quartier du Néhou, lieu-dit d'Auvers, La Néhourie, lieu-dit de Huberville, Néhou, hameau de Gatteville, Néhourie, lieu-dit de Canville-la-Rocque(cf. également Néville (Seine-Maritime)).

### Micro-toponymie
- Austhot (Ostot 1753 - 1785) est un hameau de Néville, dont le second élément -thot est une altération graphique du plus commun -tot, appellatif toponymique issu du vieux norrois topt « emplacement d'une habitation, ferme ». Le premier élément est obscur faute de formes suffisamment anciennes, peut-être le vieux norrois austr « de l'est », éventuellement utilisé comme anthroponyme : Austri[5].
- Herclat est un lieu-dit de la commune, dont l'étymologie est vraisemblablement anglo-scandinave.
- Le Tourps est un lieu-dit de la commune, formation toponymique plus tardive (présence de l'article) issue de l'ancien normand torp « ferme, village » du vieux norrois þorp (thorp). Dans le Cotentin, l'ancien normand torp a généralement donné tourp en emploi autonome et -tour en finale. En revanche, torp est resté torp ailleurs en Normandie cf. le Torp-Mesnil, Seine-Maritime.
- La Houguette, hameau situé au nord-ouest, est un diminutif du vieux-scandinave haugr, désignant une butte, une éminence à proximité des lagunes, qui effectivement culmine à 16 m d'altitude[3].
- Les Hommets, de holm (accusatif de holmr) désignant un îlot. Le lieu est situé entre deux lagunes.

## Histoire

### Protohistoire
Sur le territoire communal furent découverts de nombreuses haches de bronze, attestant d'une occupation ancienne des lieux.

### Moyen Âge
Un Gilbert de Néville (XIe siècle) était à la tête de la flotte de Guillaume le Conquérant.
La seigneurie était au XIIe siècle la possession de la famille de Beaumont l'une des plus anciennes du Val de Saire et dont le fief principal était dans la paroisse de Néville. La seigneurie s'étendait sur Clitourps, Varouville, Réthoville, Cosqueville et Beaumont-Hague.
Guillaume de Beaumont dit le Moine (XIIe siècle) fonda un prieuré à Néville, qui sera détruit en 1420 par les Anglais. Philippe de Beaumont, l'un de ses neveux, permettra en 1217 à l'abbé de Montebourg de faire desservir la chapelle pour des prêtres séculiers. Thomas, fils de Philippe, donnera quatre acres aux moines dans le village avant de partir en 1248 à la croisade avec Saint Louis.
En 1283, le chevalier Richard de Beaumont maria sa fille, Jeanne de Néville, à Raoul d'Argouges. Catherine d'Argouges (1434-1473), l'une de ses descendantes épousera le seigneur de Saint-Pierre-Église, Thomas V de Clamorgan. Thierry de Clamorgan, leur fils, maria sa fille à Jean Héroult, sieur de la Rivière qui verra ses biens saisie et son fief de « Beaumont-en-Néville » adjugé à Jean de Pirou, seigneur de Fermanville. Charles Jallot, fils de Charlotte de Pirou, seigneur de Gonneville le reçoit en héritage.

### Temps modernes
En 1567, Ollivier de Pirou, écuyer, sieur de Beaumont à Néville, de Fermanville, de Mangneville à Cosqueville, de Gonneville, de Maupertus et de Rideauville, est taxé pour ces fiefs de 134 livres dans le rôle des nobles et roturiers, au titre du ban et de l'arrière ban de la vicomté de Coutances, réalisé par Gilles Dancel, seigneur d'Audouville, lieutenant général du bailli de Cotentin, tenu à Coutances les 20-22 octobre. Le fief noble de Beaumont à Réville relevait du fief de Vauville.
François de Beaudrap (1618-1681), bailli et juge de Bricquebec, seigneur de la Prunerie, reçut le fief de Herclat à la suite de son mariage avec Marie Bonaventure Thomas. La famille de Beaudrap de Sotteville le conservera jusqu'au XIXe siècle.

### Époque contemporaine

#### XXIesiècle
Le 1er janvier 2016, Néville-sur-Mer intègre avec trois autres communes la commune de Vicq-sur-Mer créée sous le régime juridique des communes nouvelles instauré par la loi no 2010-1563 du 16 décembre 2010 de réforme des collectivités territoriales. Les communes de Cosqueville, Gouberville, Néville-sur-Mer et Réthoville deviennent des communes déléguées et Cosqueville est le chef-lieu de la commune nouvelle.

## Politique et administration

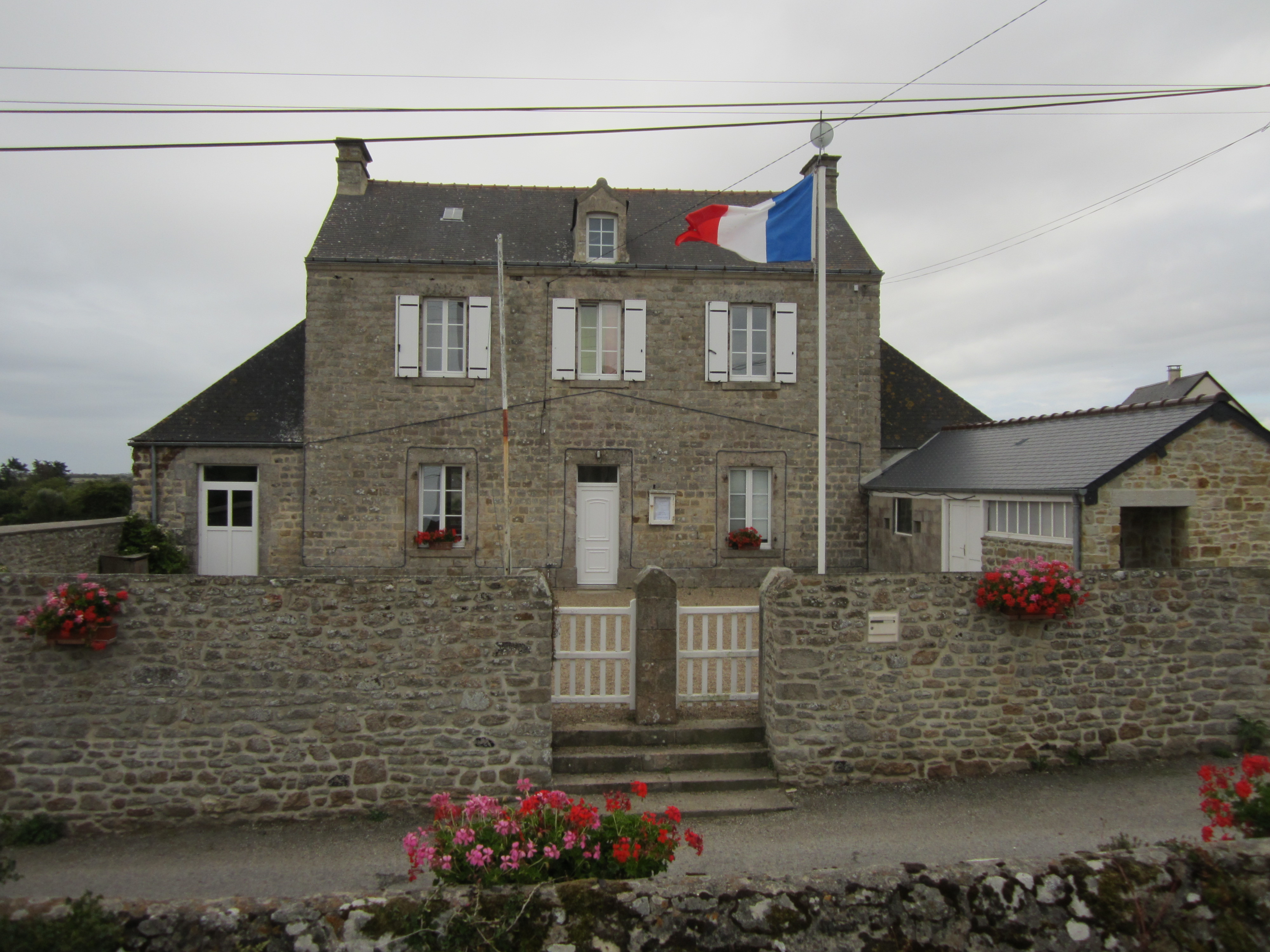
La mairie.

| Période                                                                                        | Période       | Identité               | Étiquette | Qualité          |
| ---------------------------------------------------------------------------------------------- | ------------- | ---------------------- | --------- | ---------------- |
| 1790                                                                                           | 1791          | Nicolas Legagneur      |           |                  |
| 1792                                                                                           | 1795          | Martin Belliard        |           |                  |
| 1795                                                                                           | 1808          | Jean-François Le Vitre |           |                  |
| 1808                                                                                           | 1821          | Charles Lescellière    |           |                  |
| 1821                                                                                           | 1835          | Jean-Baptiste Pontus   |           |                  |
| 1835                                                                                           | 1846          | Étienne Lelaidier      |           |                  |
| 1846                                                                                           | 1848          | Guillaume Delatour     |           |                  |
| 1848                                                                                           | 1865          | Étienne Lelaidier      |           |                  |
| 1865                                                                                           | 1881          | Jean-Baptiste Pontus   |           |                  |
| 1881                                                                                           | 1892          | Paul Cabart            |           |                  |
| 1892                                                                                           | 1908          | Jean Lefèvre           |           |                  |
| 1908                                                                                           | 1915          | Jules Lehot            |           |                  |
| 1915                                                                                           | 1916          | Louis Roblot           |           | faisant fonction |
| 1916                                                                                           | 1919          | Victor Alix            |           | faisant fonction |
| 1919                                                                                           | 1925          | Victor Alix            |           |                  |
| 1925                                                                                           | 1931          | Jean-Baptiste Pontus   |           |                  |
| 1931                                                                                           | 1933          | Victor Caubrière       |           |                  |
| 1933                                                                                           | 1935          | Jean Roblot            |           |                  |
| 1935                                                                                           | 1960          | Jean-Baptiste Pontus   |           |                  |
| 1960                                                                                           | 1975          | Gustave Corbin         |           |                  |
| 1975                                                                                           | 1977          | Michel Pontus          |           |                  |
| 1977                                                                                           | 1989          | Jean Lejeune           |           |                  |
| 1989                                                                                           | décembre 2015 | Bernard Pottier        | SE        | Agriculteur      |
| Une partie des données est issue d'une liste établie par Jean Pouëssel et Jean-François Halley |               |                        |           |                  |

| Période      | Période  | Identité        | Étiquette | Qualité     |
| ------------ | -------- | --------------- | --------- | ----------- |
| janvier 2016 | mai 2020 | Bernard Pottier | SE        | Agriculteur |

## Démographie
En 2018, la commune comptait 194 habitants. Depuis 2004, les enquêtes de recensement dans les communes de moins de 10 000 habitants ont lieu tous les cinq ans (en 2004, 2009, 2014, etc. pour Néville-sur-Mer) et les chiffres de population municipale légale des autres années sont des estimations.
| 1793 | 1800 | 1806 | 1821 | 1831 | 1836 | 1841 | 1846 | 1851 |
| ---- | ---- | ---- | ---- | ---- | ---- | ---- | ---- | ---- |
| 401  | 444  | 509  | 444  | 422  | 436  | 422  | 386  | 392  |

| 1856 | 1861 | 1866 | 1872 | 1876 | 1881 | 1886 | 1891 | 1896 |
| ---- | ---- | ---- | ---- | ---- | ---- | ---- | ---- | ---- |
| 374  | 358  | 341  | 295  | 310  | 283  | 242  | 261  | 257  |

| 1901 | 1906 | 1911 | 1921 | 1926 | 1931 | 1936 | 1946 | 1954 |
| ---- | ---- | ---- | ---- | ---- | ---- | ---- | ---- | ---- |
| 254  | 273  | 280  | 264  | 278  | 255  | 267  | 268  | 233  |

| 1962 | 1968 | 1975 | 1982 | 1990 | 1999 | 2004 | 2009 | 2014 |
| ---- | ---- | ---- | ---- | ---- | ---- | ---- | ---- | ---- |
| 199  | 170  | 148  | 154  | 164  | 169  | 170  | 182  | 193  |

| 2018 | - | - | - | - | - | - | - | - |
| ---- | - | - | - | - | - | - | - | - |
| 194  | - | - | - | - | - | - | - | - |

## Culture locale et patrimoine

### Lieux et monuments

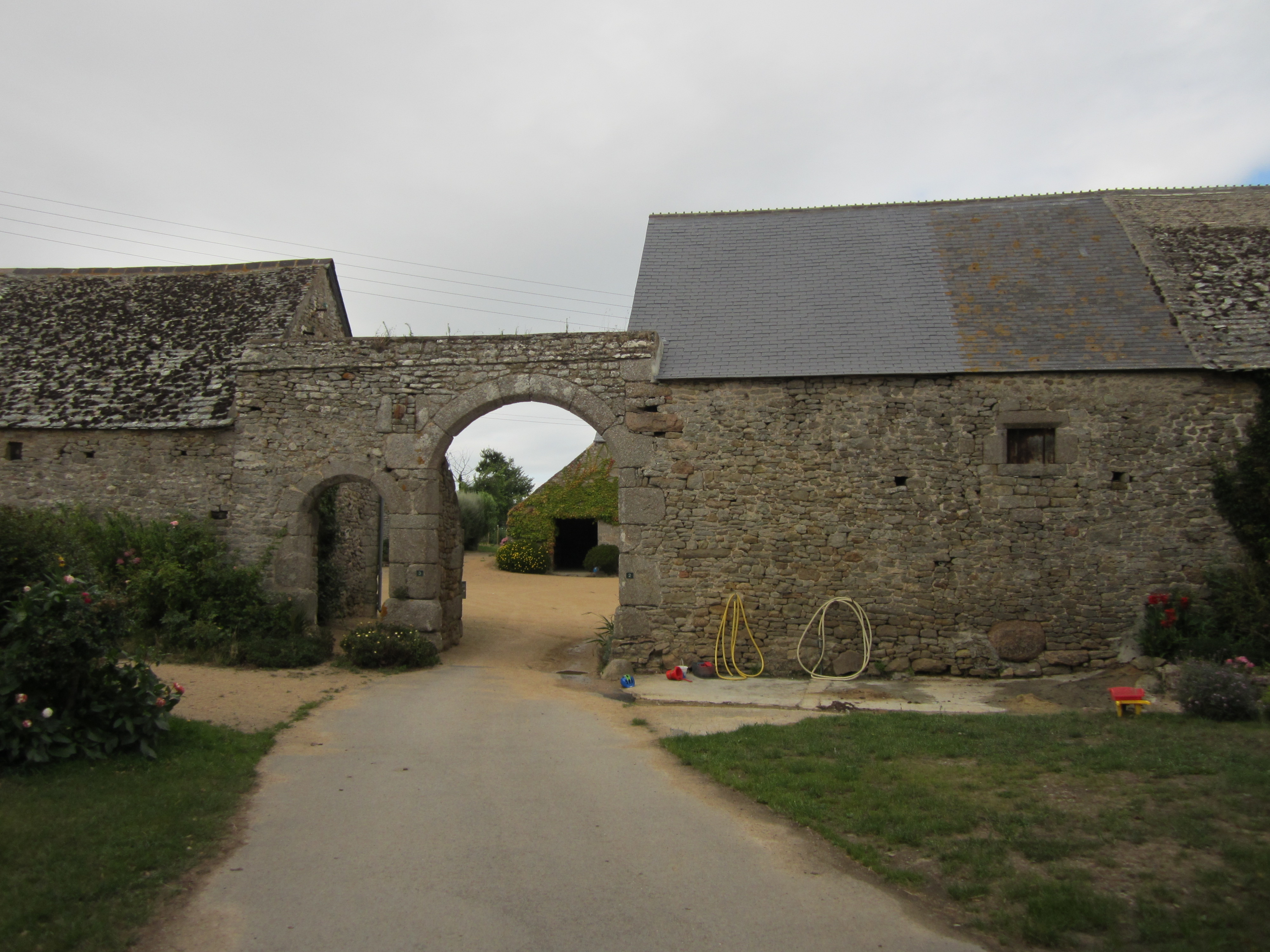
Le manoir de Herclat.

- Église Saint-Martin-et-Sainte-Trinité du XIe siècle, remaniée aux XVIIe, XVIIIe et XIXe siècles avec fronton du portail latéral avec un bas-relief charité de saint Martin, tour carrée sans flèche avec quatre clochetons semblable à celle de Saint-Pierre-Église, modillons style roman de la nef. Chœur crépi. À l'intérieur, beau bénitier du XVIIe à l'entrée, lutrin et chaire à prêcher du XVIIIe, haut-relief charité de saint Martin du XVIIe, statue du Bienheureux Jean-Baptiste Michel Pontus du XXe, retable et tabernacle, maître-autel du XVIIIe, verrière du XIXe de L. Mazuet.

Elle est inscrite au titre des monuments historiques par arrêté du 7 mars 1975.
- Croix de cimetière du XVIIe siècle.
- Manoir de Herclat des XVIe début XVIIe siècle, partiellement inscrit au titre des monuments historiques par arrêté du 18 février 1975[19]. Il est divisé de nos jours en deux maisons d'habitations avec deux portes charretières. Il fut la possession de la famille Thomas, sieur de Herclat, installée vers 1550, capitaines garde-côtes, liée aux Gouberville puis famille de Beaudrap puis Dumoustier de Canchy jusqu'en 1978.
- Manoir du XVIe siècle au hameau du Tourps avec une toiture du schiste ondoyante et des percements refaits pour la plupart au XVIIIe siècle[20]. Le hameau comprend également plusieurs maisons anciennes en granit.
- Ancien presbytère reconstruit vers 1880 avec devant un beau porche du XVe siècle[21].
- La « batterie de Blankenese ». Position d'artillerie allemande du mur de l'Atlantique, comprenant de nombreux blockhaus à la pointe de Néville. Sur la pointe, qu'il transforme en une véritable enceinte fortifiée, les Allemands édifièrent une trentaine d'ouvrages comprenant des casemates pour pièces de 88 mm antichars, poste de conduite de direction de tir, soutes et tobrouks et un réseau de tranchées bétonnées et couvertes pour réunir les ouvrages[22].

Le « Stützpunkt 126 Marine-Küsten-Batterie Blankenese » également appelé « batterie de Blankenese », « batterie de Néville » et « batterie de Caqueret », est un élément du mur de l'Atlantique dont la construction a commencé en 1942.
Elle était occupée par la 2e batterie de Marine-Artillerie-Abteilung 260.
L'ensemble de la batterie comprenait une trentaine de blockhaus, casemates, abris et tobrouks pour mitrailleuses, dont plusieurs ont été ajoutés, tels que les casemates M272, M158 et R501SK, disposés le long de la plage, reliés entre eux par des galeries et dont l'armement principal se composait de 4 canons antiaériens britanniques Q.F. 94 mm Vickers capturés dans les îles Anglo-Normandes, d'une portée de 12 km, ainsi que des canons français, d'une portée de 20 km,,.
Le 18 juin 1944, la batterie est bombardée intensivement par les navires de la marine américaine et, avec sa portée relativement courte, elle ne peut riposter. En application du « plan Henrich », après la destruction de quelques bunkers et le sabotage des canons, la position est évacuée sur la « festung Cherbourg », et occupée quelques jours plus tard par le 24e escadron de reconnaissance de cavalerie du 4e régiment de cavalerie (États-Unis) (en).
- Ferme de l'Isle du XVIe siècle, demeure fortifiée, avec ajout sur la maison de meurtrières frustes, dans la crainte d'un débarquement anglais[30]. Elle a été construite avec des pierres provenant en partie d'une ancienne abbaye du XIIe siècle dédiée à saint Benoît. La cour et même le jardin potager étaient entouré par des murs, constituant une enceinte. Un escalier extérieur bâti en pierre de granite appareillé donnait accès au grenier à grains[31].
- Fontaine Saint-Benoît aménagée en 1897, sur les lieux et en souvenir de l'ancien prieuré de Néville, et dont les eaux sont censées posséder des vertus curatives[32].
- Lavoirs.

Pour mémoire
- Prieuré Saint-Benoît de Néville-sur-Mer, prieuré bénédictin de l'abbaye de Montebourg et sa chapelle Sainte-Marie-Magdeleine. Fondé par Guillaume de Beaumont en 1163[33] et détruit par les Anglais au XVe siècle. Ses pierres servirent à édifier le fortin de Réthoville[34].
- Manoir de Néville, siège de la seigneurie éponyme, possession au XIIe siècle de la famille de Beaumont.
- Corps de garde. En 1734 celui-ci nécessitait des réparations[35].

### Personnalités liées à la commune
- Jean-Baptiste Pontus (1763-1792), né au manoir de Herclat où son père était fermier. Maître-ès-arts à la Sorbonne et vicaire à Saint-Sulpice, il est martyrisé aux Carmes le 2 septembre 1792 et béatifié par Pie XI en 1926[7].